# Flora Klickmann
Emily Flora Klickmann (Brixton, Londres, 26 de janeiro de 1867 – 20 de novembro de 1958) foi uma escritora, jornalista e editora inglesa. Ela foi a segunda editora de Girl's Own Paper, mas se tornou mais conhecida por sua série de livros de anedotas, autobiografia e descrições naturais.

## Biografia
Flora Klickmann nasceu em Brixton, Londres, entre seis irmãos. Quando criança, aspirava ser concertista de piano, mas teve uma doença na juventude e aos 21 anos se tornou professora de música. Tornou-se crítica musical e em 1895 contribuiu com artigos para o Windsor Magazine, um dos mais conhecidos periódicos da época  Em 1904, tornou-se editora do The Foreign Field, uma revista publicada pela “Sociedade Missionária Metodista Wesleyan”. Na época, ela também escreveu e editou livros sobre etiqueta, dirigidos às jovens.
Em 1908, foi editora do Girl's Own Paper, sucedendo ao primeiro editor, Charles Peters, sendo esse um periódico de muito sucesso dirigido às jovens, publicado pela "Religious Tract Society" (RTS). A revista mudou de um formato semanal para mensal, e ela introduziu novos temas tais como aconselhamento profissional para moças, aconselhamento sobre moda e estilo, competições fotográficas. Os longos seriados foram substituídos por histórias curtas, de várias partes do mundo.
Em 1912, ela sofreu um colapso por excesso de trabalho e stress. Mantendo-se como editora, passou o período de convalescença em uma casa alugada na pequena vila Gloucestershire, de Brockweir, no vale do Rio Wye, um local em que seus avós tinham vivido. Em 1913, casou com Ebenezer Henderson Smith, um dos executivos do RTS; seu nome de casada se tornou Emily Flora Henderson Smith. Eles moraram em Sydenham, no sul de Londres, e compraram uma segunda casa Brockweir, Sylvan Lodge (atual Sylvan House). 
Em 1916, ela publicou o primeiro de uma série de livros sobre sua vida na casa de campo em Brockweir (conhecida em seus livros como "Rosemary Cottage" (como em 'Flower Patch Among the Hills', 'The Trail of the Ragged Robin' etc.), com um idílico jardim e espetacular vista do Rio Wye e do monastério de “Tintern Abbey”. O livro, The Flower-Patch Among the Hills, foi baseado nos artigos que ela tinha originalmente escrito no Girl's Own Paper, e foi um grande sucesso. Ela adquiriu várias casa de campo na região, ao longo dos anos. Posteriormente, as histórias foram englobando todo o local das casas e o povo local, combinando descrições da natureza, anedotas, autobiografia, religião e humor. Ao todo, sete livros  Flower Patch foram publicados, em 32 anos. Ela descrevia com “bem humoradas, elegante e belas observações, revelando um amor genuíno pelo mundo natural. Uma ambientalista afiada, ela escreveu sobre as virtudes da jardinagem sem produtos químicos artificiais e o valor de fertilizantes naturais muito antes que eles se tornaram moda, e denunciou a tomada de bu lbos de flores selvagens. 
Flora também publicou romances, livros de aconselhamento, histórias infantis e não-ficção sobre muitos assuntos, incluindo jardinagem, cozinha, e técnicas de tecelagem, alguns dos quais foram republicados recentemente. Ela ficou como editora do Girl's Own Paper até 1931, e continuou escrevendo os livros Flower Patch até 1948. 
Seu marido morreu em 1937, e ela morreu em 1958, aos 91 anos, sendo sepultada na “British Province of the Moravian Church” de Brockweir.

## Obras

### SérieFlower-Patch
- The Flower-Patch Among the Hills (1916)
- Between the Larch Woods and the Weir (1917)
- The Trail Of The Ragged Robin (1921)
- Flower-Patch Neighbours (1928)
- Visitors At The Flower-Patch (1931)
- The Flower-Patch Garden Book (1933)
- Weeding the Flower-Patch (1948)

### Outras
- The Rainy-Day Picture Book (1896)
- From Nursery Land (1897)
- At The Seaside (1897)
- How To Behave (editor, 1898)
- In Make-Believe Land (1899)
- The Language Of Flowers (1899)
- How To Dress (1900)
- In Pinafore-Land (1900)
- The Picture Gallery Of Animals (1900)
- The Lever That Moves The World (1903)
- Songs Of The Land Of The Stars And Stripes (1903)
- Etiquette Of To-Day (1903)
- The Ambitions Of Jenny Ingram (1911)
- The Home Art Crochet Book (editor, 1912)
- The Home Art Book of Fancy Stitchery (editor, 1912)
- The Craft of the Crochet Hook (editor, 1912)
- The Modern Crochet Book (editor, 1913)
- Artistic Crochet (editor, 1914)
- The Cult of the Needle (editor, c.1914)
- The Mistress of the Little House (editor, 1915)
- The Modern Knitting Book (editor, 1915)
- The Little Girl's Knitting and Crochet Book (editor, 1915)
- The Little Girl's Sewing Book (editor, c.1915)
- Outdoor Pictures (editor, 1915)
- Beautiful Crochet on Household Linen (editor, 1916)
- The Little Girl's Bird Book (editor, 1917)
- Hardanger and Cross-Stitch (editor, 1918)
- The Little Girl's Fancy Work (editor, 1919)
- Needlework Economies (editor, 1919)
- Distinctive Crochet (editor, 1919)
- Pillow Lace and Hand-Worked Trimmings (editor, 1920)
- The Lure of the Pen (1920)
- The Popular Knitting Book (editor, 1921)
- The Little Girl's Cooking Book (editor, 1923)
- The Little Girl's Sweet Book (editor, 1923)
- The Shining Way (1923)
- The Path to Fame (1925)
- Mending Your Nerves (1925)
- The Carillon of Scarpa (1925)
- Many Questions Answered (1928)
- The Lady-With-The-Crumbs (1931)
- Mystery In The Windflower Wood (1932)
- Delicate Fuss (1932)
- Victorian Fancy Stitchery: Techniques & Designs (2003 reprint of The Home Art Book of Fancy Stitchery)
- Victorian Needlework: Techniques & Designs (2003 reprint of The Cult of the Needle)

## Flora Klickmann em língua portuguesa
- Alvorada de Amor (The Carillon of Scarpa), Biblioteca das Moças, Companhia Editora Nacional. Tradução de Godofredo Rangel. Apenas uma edição, em 1929[6].